# Charoides fulvofasciata
Charoides fulvofasciata är en skalbaggsart som beskrevs av Dillon 1945. Charoides fulvofasciata ingår i släktet Charoides och familjen långhorningar.
Artens utbredningsområde är:
- Costa Rica.
- Panama.

Inga underarter finns listade i Catalogue of Life.